# Smallfoot
Smallfoot és una pel·lícula de comèdia musical animada per ordinador nord-americana del 2018 coproduïda per Warner Animation Group i Zaftig Films, i distribuïda per Warner Bros. Pictures. Basada en el llibre infantil inèdit Yeti Tracks de Sergio Pablos, la pel·lícula va ser coescrita i dirigida per Karey Kirkpatrick, i és protagonitzada per les veus de Channing Tatum, James Corden, Zendaya, Common, LeBron James, Gina Rodriguez, Danny DeVito, Yara Shahidi, Ely Henry i Jimmy Tatro. La trama segueix una tribu de Yeti de l'Himàlaia que es va trobar amb un ésser humà, amb cada espècie pensant que l'altra era només un mite.
Smallfoot es va estrenar als cinemes als Estats Units el 28 de setembre de 2018. Va rebre una acollida majoritàriament positiva per part de la crítica i va recaptar més de 214 milions de dòlars a taquilla. Ha estat doblada i subtitulada al català.

## Producció
Els escriptors Glenn Ficarra i John Requa van concebre Smallfoot, interessats en una història sobre el Yeti o el Bigfoot; es van inspirar en una idea original de Sergio Pablos.
El concepte de Smallfoot estava en desenvolupament abans que el director Karey Kirkpatrick s'unís al projecte el juliol del 2016; va veure una animació en què Percy era un "tipus d'esquí" sense cap motivació per la seva personalitat en els primers esborranys del guió i línies de mordassa repetitives, i així van afegir més elements en les seves revisions posteriors donant arc i profunditat al seu personatge. Kirkpatrick també va dir que Meechee no estava desenvolupada i que va ser nomenada cap de la S.E.S. en reescriptures. Observant el Brèxit i un augment del nacionalisme, Kirkpatrick també es va inspirar:
| « | La veritat estava atacada... sens dubte s'estaven llançant frases com fets alternatius. Així doncs, es va convertir en una era de desinformació alimentada per agendes que sovint són alimentades per la por. I com: "Vull aquest resultat i, per tant, estic esbiaixant la veritat". Això és només en el zeitgeist. | » |